# Международный союз охраны природы
Международный союз охраны природы и природных ресурсов, МСОП (англ. International Union for Conservation of Nature and Natural Resources, IUCN) — международная некоммерческая организация, основанная в 1948 году. Занимается освещением проблем сохранения биоразнообразия планеты; представляет новости, конгрессы, проходящие в разных странах, списки видов, нуждающихся в особой охране в разных регионах планеты. Организация имеет статус наблюдателя при Генеральной Ассамблее ООН. Союз играет важную роль в осуществлении ряда международных конвенций по сохранению природы и биоразнообразия. Участвовал в создании Всемирного фонда природы и Всемирного центра мониторинга охраны природы. В прошлом МСОП подвергали критике за то, что он ставил интересы природы выше интересов коренных народов. В последние годы вызвали споры его более тесные отношения с бизнес-сектором.

## История

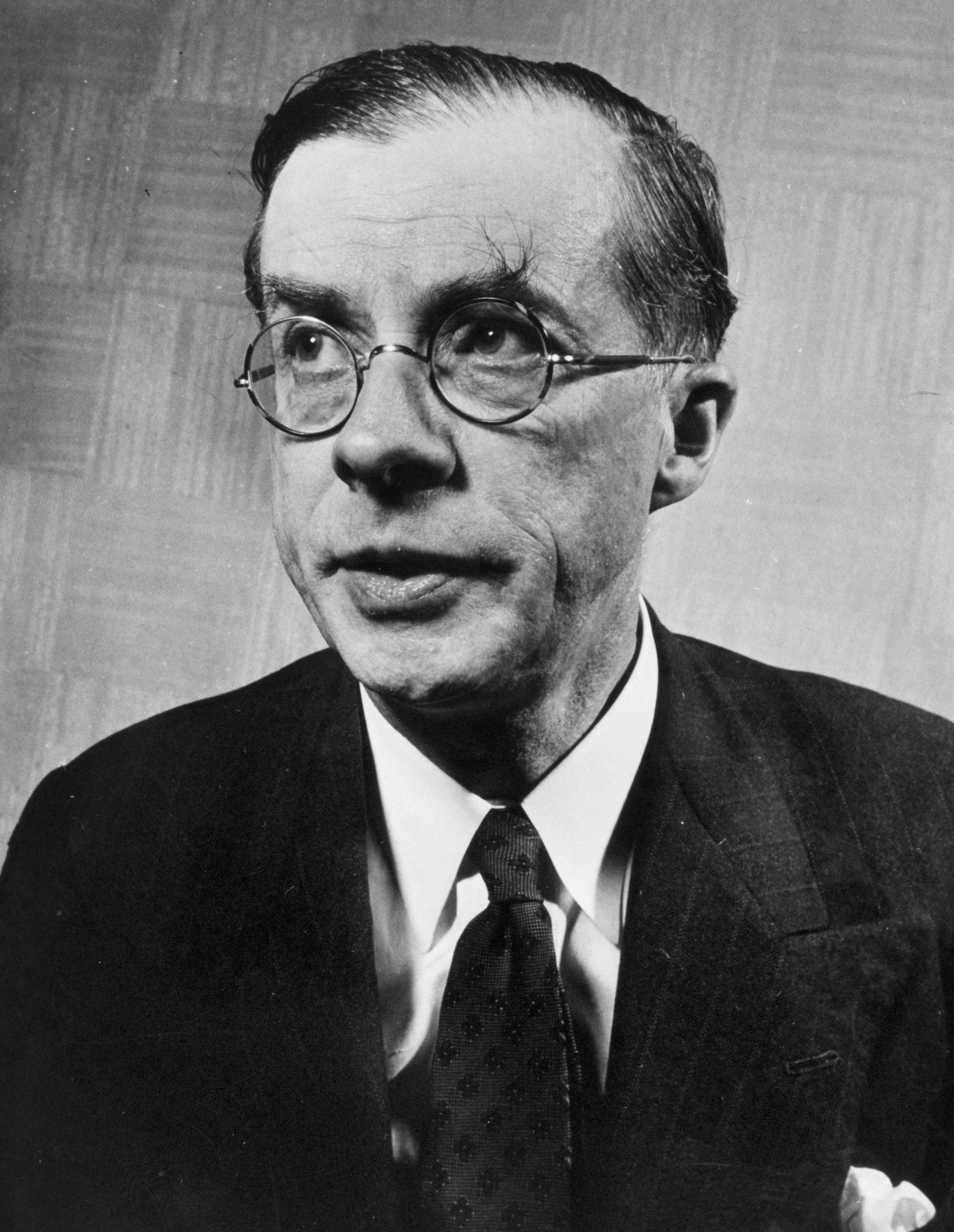
Джулиан Хаксли — первый генеральный директор ЮНЕСКО, выступивший с инициативой создания МСОП

МСОП был учреждён 5 октября 1948 года в Фонтенбло (Франция), когда представители правительств и природоохранных организаций, побуждаемые ЮНЕСКО, подписали официальный акт о создании Международного союза охраны природы (МСОП). Инициатива по созданию новой организации исходила от ЮНЕСКО и особенно от её первого генерального директора, британского биолога Джулиана Хаксли. На момент своего основания IUCN была единственной международной организацией, занимающейся всем спектром охраны природы (международная организация по защите птиц, ныне BirdLife International, была основана в 1922 году).
Ранее МСОП назывался Международным союзом охраны природы (1948—1956 годы) и Всемирным союзом охраны природы (1990—2008 годы).
Штаб-квартира организации расположена в городе Глан (Швейцария). В состав МСОП входят более 1400 правительственных и неправительственных организаций. В работе комиссий МСОП на добровольной основе участвуют около 16 000 учёных и экспертов. В нём работает около 1000 штатных сотрудников в более чем 50 странах.

## Задачи
Миссия состоит в том, чтобы влиять, поощрять и помогать обществам во всем мире сохранять целостность и разнообразие природы и гарантировать, что любое использование природных ресурсов равноправно и экологически жизнеспособно.
В состав союза, кроме его организаций-членов, входят 6 научных комиссий и профессиональный секретариат.
МСОП не ставит своей целью мобилизацию общественности в поддержку охраны природы. Он пытается влиять на действия правительств, бизнеса и других заинтересованных сторон путём предоставления информации и консультаций, а также путём налаживания партнёрских отношений. Эта организация наиболее известна широкой общественности за составление и публикацию Красной книги угрожаемых видов МСОП, которая оценивает статус сохранения видов во всем мире.

## Степени угроз
С 1963 года МСОП ведёт международный список видов животных и растений, находящихся под угрозой (Красная книга МСОП). В нём различаются следующие степени угроз:
- EX  — Extinct (исчезнувшие)

Степени угроз согласно МСОП от 2007 года

- EW  — Extinct in the Wild (исчезнувшие в дикой природе)
- CR  — Critically Endangered (в критической опасности)
- EN  — Endangered (в опасности)
- VU  — Vulnerable (в уязвимом положении)
- NT  — Near Threatened (близки к уязвимому положению)
- LC  — Least Concern (находятся под наименьшей угрозой)
- DD  — Data Deficient (данных недостаточно)
- NE  — Not Evaluated (угроза не оценивается)

## Классификация охраняемых территорий
С 1979 года МСОП ввёл, а в 1994 году усовершенствовал систему, по которой все охраняемые территории Земли были классифицированы по целям их создания и управления:
- Категории Ia и b: строгий природный резерват — участок с нетронутой природой, полная охрана;
- Категория II: национальный парк — охрана экосистем, сочетающаяся с туризмом;
- Категория III: памятник природы — охрана природных достопримечательностей;
- Категория IV: заказник — сохранение местообитаний и видов через активное управление;
- Категория V: охраняемые наземные и морские ландшафты — охрана наземных и морских ландшафтов и отдых;
- Категория VI: охраняемые территории с управляемыми ресурсами — щадящее использование экосистем (введена последней, по строгости охраны находится между III и IV[6]).

## Члены
В состав союза входят как правительственные, так и неправительственные организации. Они устанавливают политику союза, определяют его глобальную программу работы и выбирают Совет на Всемирном конгрессе IUCN. Организации-члены организуются в национальные и региональные комитеты.

### Руководство
- Банников, Андрей Григорьевич — вице-президент МСОП (1972—1978) — разработал ряд важных документов глобального масштаба, таких как: «Всемирная стратегия охраны природы», «Хартия природы» и новая редакция Устава[7].

## Комиссии

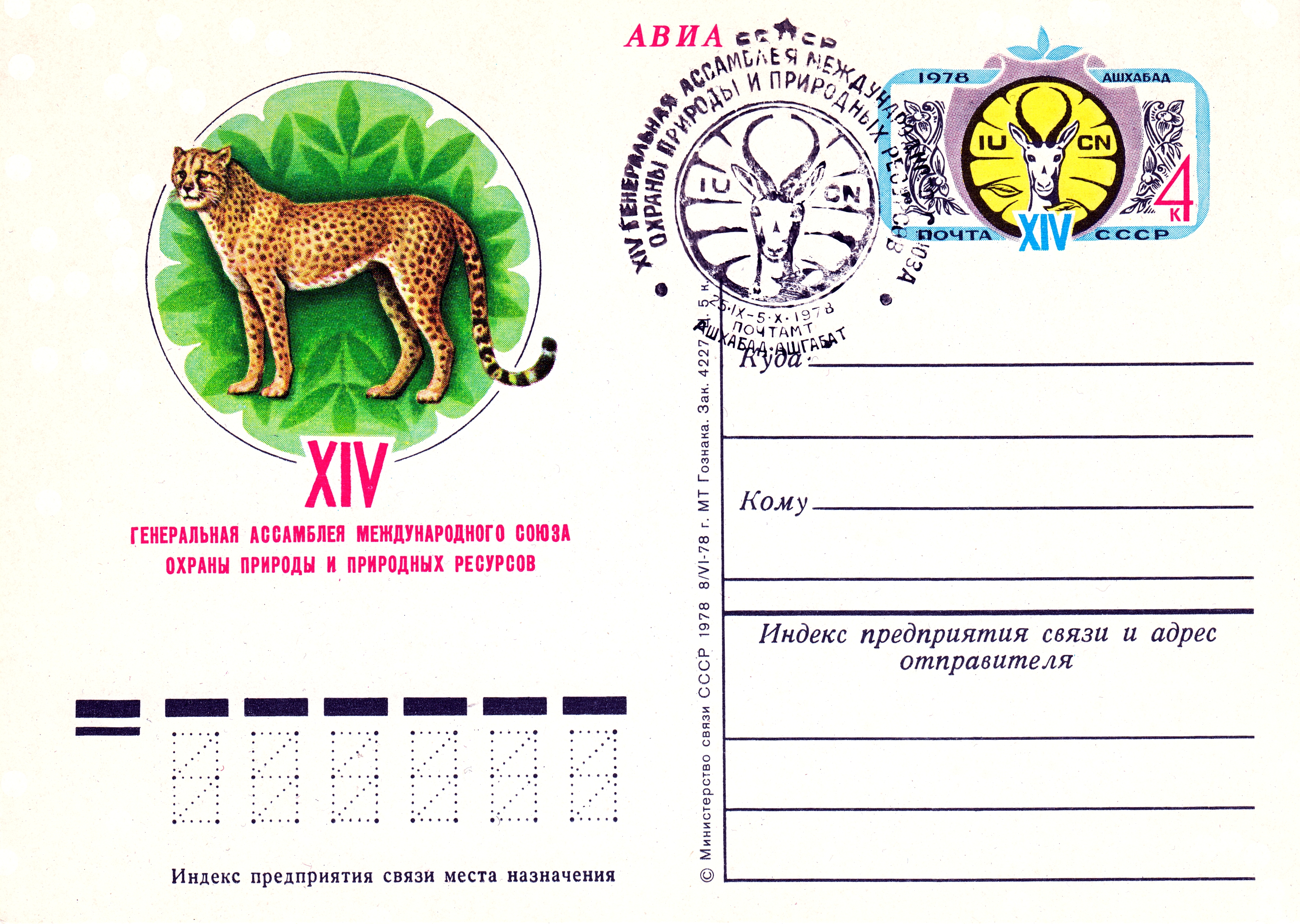
Открытка и марка (ниже) СССР, посвящённые XIV Генеральной ассамблее Международного союза охраны природы и природных ресурсов, проходившей в Ашхабаде 25 сент. — 5 окт. 1978 г.

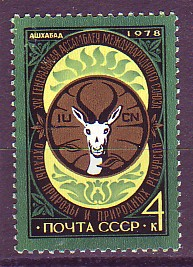

- Комиссия по выживанию видов (SSC)

SSC советует Союзу относительно технических аспектов сохранения видов и мобилизует действие для тех видов, которые находятся под угрозой исчезновения. Комиссия составляет Красный Список видов, находящихся под угрозой исчезновения.
Группы SSC:
- Группа специалистов по антилопам (ASG)

ASG является ведущей в мире организацией по изучению и сохранению всех видов антилоп. Это международное объединение специалистов, занимающихся вопросами изучения, мониторинга и сохранения антилоп. Общая цель ASG заключается в содействии долгосрочным мерам по сохранению антилоп и их местообитаний во всем мире и восстановлению видов, популяций и субпопуляций антилоп там, где это возможно.
- Всемирная комиссия по охраняемым территориям (WCPA)

WCPA занимается продвижением и управлением международной представительной сетью земных и морских охраняемых территорий.
- Комиссия по экологическому праву (CEL)

CEL продвигает экологические законы, развивая новые юридические понятия и механизмы.
- Комиссия по экологической, экономической и социальной политике (CEESP)

CEESP обеспечивает экспертизу и совет политики относительно экономических и социальных факторов для сохранения и жизнеспособного использования биологического разнообразия.
- Комиссия по образованию и коммуникации (CEC)

CEC выступает в защиту стратегического использования коммуникаций и образования с целью уполномочить и обучить заинтересованные стороны для жизнеспособного использования природных ресурсов.
- Комиссия по управлению экосистемами (CEM)

CEM даёт экспертную оценку управления природными и изменёнными экосистемами.

## Награды
В 1993 году организация получила премию Голубая Планета.

## Критика
МСОП критиковали за приверженность (до 1980-х) «йеллоустонской модели», предполагавшей удаление людей, включая аборигенов, с охраняемых территорий. Наиболее известным примером этой политики стало выселение масаи из национальных парков в Африке. Также организация подвергалась критике за слишком тесное сотрудничество с государственными организациями и крупными коммерческими компаниями, например, с Coca-Cola во Вьетнаме.